# Francisco Adolfo Sauvalle
Pour les articles homonymes, voir Sauvalle.

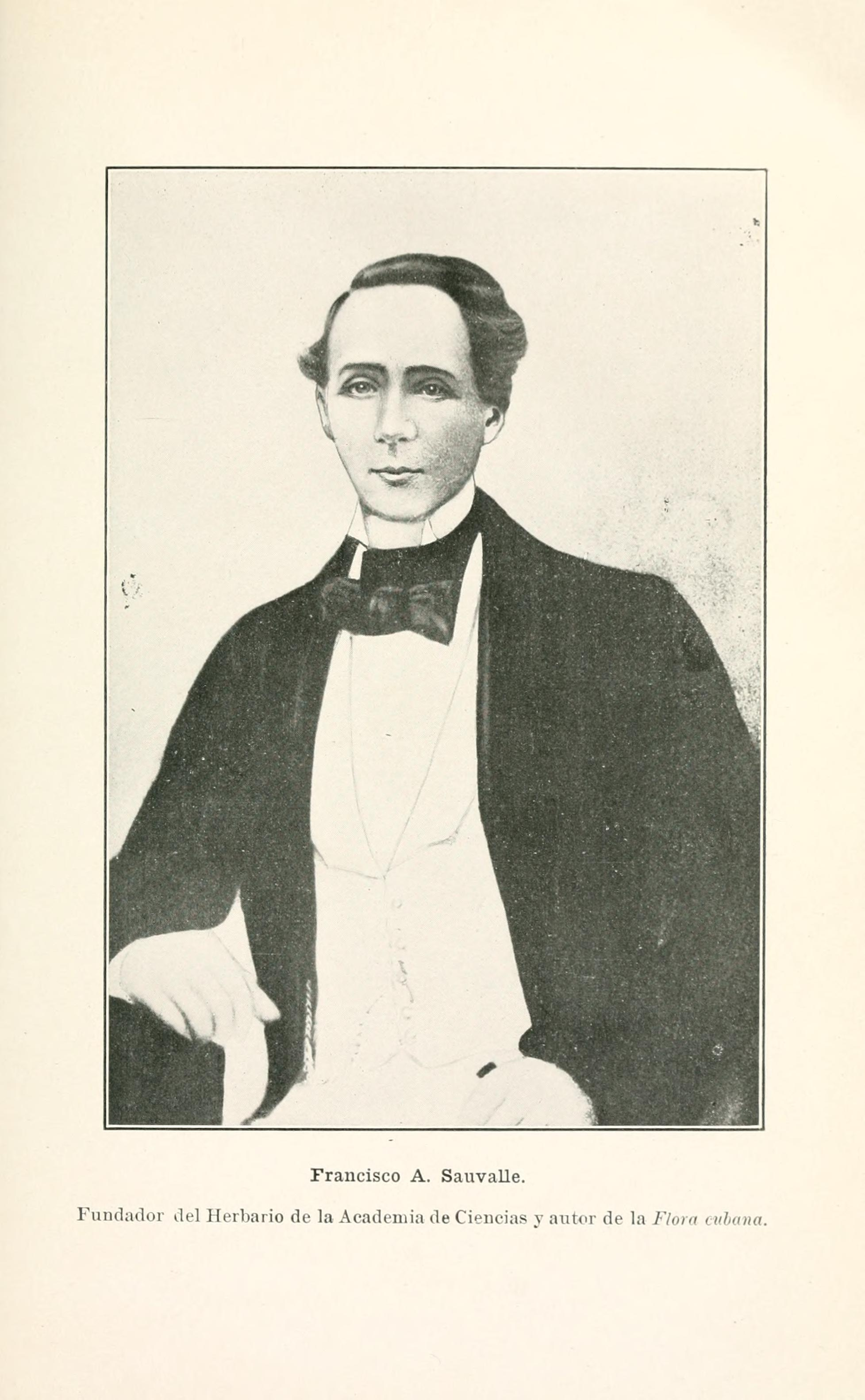

Francisco Adolfo Sauvalle, né le 1er juillet 1807 et mort en 1879, est un botaniste cubain.